# Alexandre François van der Fosse
Alexandre François Ghislain burggraaf van der Fosse (Mechelen, 20 mei 1769 - 28 februari 1840) was een Zuid-Nederlands magistraat en provinciegouverneur in de Franse tijd en in het Verenigd Koninkrijk der Nederlanden.

## Familie
Van der Fosse was een patriciërsfamilie uit Frans-Vlaanderen waarvan een aantal leden zich in Veurne had gevestigd en er verantwoordelijke functies had opgenomen. Ze integreerden zich in de plaatselijke adel en kregen verwantschap met de families Marranes, Herwyn, de Vroe, Reyphins, de Peellaert, de la Coste, de la Hamaide, Mesdacht Ter Kiele enz.
Van der Fosse was een kleinzoon van Willem van der Fosse, pensionaris van de stad en de kasselrij Veurne, die in 1764 opname in de adelstand verkreeg. Hij was een zoon van Jean-Baptiste Nicolas van der Fosse, lid van de Grote Raad van Mechelen en van Cathérine Hyacinthe Ghislaine de Respani, die een afstammelinge was van Peter Paul Rubens. In juni 1794 kreeg Jean-Baptiste bericht dat hem de titel van burggraaf werd toegekend, maar de inval van de Franse troepen en de annexatie bij Frankrijk, verhinderde het lichten van open brieven. De broer van Alexandre, Hyacinthe Charles van der Fosse, werd provinciegouverneur van West-Vlaanderen, Henegouwen en Zuid-Brabant.
In mei 1793, tegen het einde van de Oostenrijkse Nederlanden, trouwde hij in Brugge met Marie-Françoise d'Affaytadi, dochter van de graaf van Gistel (1771-1846). De flamboyante Anselme de Peellaert werd hierdoor zijn schoonbroer. Van 1795 tot 1807 kreeg het echtpaar zeven kinderen, allen in Brugge geboren. Twee dochters stierven jong en ongehuwd, de enige zoon overleed toen hij twaalf was. Vier dochters trouwden adellijk:
- Justine (1795-1833) met graaf Philippe van der Stegen (1796-1874);
- Adèle (1796-1878) met Alexandre Goupy de Quabeck (1808-1878);
- Léocadie (1801-1879) met baron Karel van Oldeneel tot Oldenzeel (1803-1864);
- Herminie (1805-1877) met Auguste de Villers de Fourneau (1802-1888).

Léocadie van der Fosse was de laatste naamdrager uit deze familietak, die met haar in 1879 uitstierf.

## Carrière
Alexandre van der Fosse promoveerde tot licentiaat in de rechten. Bij de laatste wetsvernieuwing in de Oostenrijkse Nederlanden (januari 1792) werd hij benoemd tot schepen van het Brugse Vrije.
In de Franse tijd was hij lid van de prefectorale raad van het Leiedepartement. In die hoedanigheid verving hij bij herhaling prefect Bernard-François de Chauvelin tijdens zijn afwezigheden. Hij was ook lid van de algemene raad en van de electorale raad van het departement. Hij woonde in Brugge in het gedeelte van de Steenstraat, dat toen de naam droeg van 'Ongepluimde-Vogelstraat'. Tijdens de zomer woonde het gezin op een buitengoed in Sint-Kruis.
In 1811 werd hij, op persoonlijke beslissing van Napoleon, substituut-procureur-generaal bij het Hof van Justitie in Brussel en in 1813 werd hij bevorderd tot eerste advocaat-generaal.
Onder het Verenigd Koninkrijk der Nederlanden behoorde hij tot de eerste groep van wie in 1816 de adellijke status bevestigd werd en hij werd hierbij begunstigd met de titel van burggraaf, naast de opname in de Ridderschap van de provincie West-Vlaanderen.
In 1817 was hij een van de kandidaten om tot procureur-generaal te worden benoemd en werd inderdaad tot dit ambt geroepen. De minister van Justitie prees hem om zijn buitengewone ijver, geregtheid en welmeendheid. Dat hij een trouwe dienaar van het vorige regime was geweest, werd hem niet aangerekend.
In 1826 werd hij tot gouverneur benoemd van de provincie Noord-Brabant. Hij oefende dit ambt uit tot begin 1830 en werd toen gouverneur van de Nederlandse provincie Antwerpen. Na de Belgische Omwenteling werd hij, bekendstaande als een overtuigd orangist, uit deze cruciale functie ontheven en vervangen door een overtuigde aanhanger van de revolutie, graaf De Robiano.
Hij ging vervolgens als ambteloos burger in Mechelen resideren en stierf er.